# Káptalanfa
Káptalanfa là một thị trấn thuộc hạt Veszprém, Hungary. Thị trấn này có diện tích 33,71 km², dân số năm 2010 là 861 người, mật độ 26 người/km².